# Publi Valeri Flac (cònsol 227 aC)
Publi Valeri Flac (en llatí Publius Valerius L. F. M. N. Flaccus) va ser un magistrat romà del segle iii aC. Era fill de Lucius Valerius M. F. L. N. Flaccus, que havia estat cònsol l'any 261 aC. Formava part de la gens Valèria i era de la família dels Flac.
Va ser elegit cònsol l'any 227 aC juntament amb Marc Atili Règul. En el seu consolat el nombre de pretors va ser elevat a quatre. Va ser pare de Luci Valeri Flac, que va ser Triumviri coloniae deducendae l'any 190.